# Гленн Бек
Гленн Лі Бек (англ. Glenn Lee Beck; нар. 10 лютого 1964, Еверетт, Вашингтон) — американський консервативний політичний оглядач, теоретик змов, ведучий телевійзійних і радіопрограм, автор декількох книжок. 
Під час президентства Барака Обами Бек пропагував численні теорії змови щодо Обами, його адміністрації Джорджа Сороса та інших.

## Біографія
Гленн Бек народився у містечку Еверетт, штат Вашингтон. Дитинство провів в іншому невеликому містечку Маунт-Вернон, неподалік від м. Сієтла. Ще навчаючись у школі почав працювати на радіо, коли виграв годину ефірного часу в конкурсі на одній з двох місцевих радіостанцій. У середній школі, після уроків Гленн працював щоденно до пізнього вечора диск жокеєм на радіостанції неподалік від Сієтла. По закінченні школи вже мав певний досвід на радіо і швидко знайшов роботу на інших радіостанціях у штаті Юта, Техасі та у Вашингтоні.
У віці 20 років Гленн Бек вже був успішним ведучим радіо, однак із першим успіхом він почав також зловживати алкоголем і наркотиками. З цієї причини розпався його перший шлюб, але з часом йому вдалося покінчити із залежністю, зокрема, завдяки допомозі Спільноти анонімних алкоголіків.
З 2006 по 2008 роки працював оглядачем телемережі CNN, де він мав власне ток-шоу. У рамках передачі брав інтерв'ю у декількох відомих особистостей, таких як, сенатор Джон Маккейн, губернатор Сара Пейлін, прем'єр-міністр Ізраїлю Біньямін Нетаньягу, президент Грузії Михайло Саакашвілі та інших.
У 2008 році Гленн Бек перейшов до телекомпанії «Фокс» (Fox News Channel), де з понеділка по п'ятницю виходить його власна програма (The Glenn Beck Program). Бек також одночасно веде загальнонаціональне радіо-шоу, яке транслюється у більш ніж 300 містах країни і має один з найвищих рейтингів серед національних ток-шоу. Бек є також засновником і редактором консервативного журналу «Ф'южн» (Fusion).